# Schwarzes Moor bei Dannhorn
Das Schwarze Moor bei Dannhorn ist ein Naturschutzgebiet mit der Kennzeichen-Nummer NSG LÜ 250 im Bereich der Stadt Soltau im Landkreis Heidekreis in Niedersachsen. 

## Lage
Das 40 ha große Schwarze Moor bei Dannhorn liegt zwischen den Soltauer Stadtteilen Mittelstendorf, Marbostel und Tetendorf. Namensgebend ist der zu Marbostel gehörende Weiler Dannhorn. 

## Beschreibung
Das Gebiet war früher das Quellgebiet des Hambrockbaches. Es besteht hauptsächlich aus einem Entwässerungsgraben und einer schmalen, bewaldeten Niederung mit totholzreichem Moor- und Bruchwald auf Niedermoortorfen. Stellenweise gibt es wassergefüllte Torfstiche und ein Zwischenmoor mit Moorheide, Wollgräsern, Torfmoosen
und Fluttorfmoosschwingrasen. Im Gebiet befindet sich eine brachgefallene Moorwiese mit Ohr- und Grauweidengebüsch.

## Geschichte
Mit Verordnung vom 7. August 2000 wurde das Schwarze Moor bei Dannhorn zum Naturschutzgebiet erklärt. Zuständig ist der Landkreis Heidekreis als untere Naturschutzbehörde.